# Monasterio de Břevnov
El Monasterio de Břevnov (en checo: Břevnovský klášter) es un archiabadía benedictina en el barrio de Břevnov de Praga, la capital de la República Checa.
Fue fundada por San Adalberto, el segundo obispo de Praga, en el año 993 DC, con el apoyo del duque Boleslav II de Bohemia. Por lo tanto fue el primer monasterio benedictino masculino en Bohemia, y además tiene la tradición más antigua de la elaboración de cerveza en la República Checa, hasta hoy, la llamada cerveza Benedicta Břevnovský que se elabora aquí. 